# Српска православна црква у Сремској Каменици
Српска православна црква у Сремској Каменици подигнута је у периоду од 1737. до 1758. године, под заштитом је државе као споменик културе у категорији непокретних културних добара од великог значаја.
Црква је изграђена на месту раније цркве Ваведења Богородице, а ктитор цркве је био Живан Црногорац, протопрезвитер сремскокарловачки.
Црква је посвећена Рођењу Пресвете Богородице, представља једнобродну грађевину, изграђену у духу српске традиционалне архитектуре са елементима барока, ова црква је уједно и задња која је изграђена у моравском стилу. Споља петострана олтарска апсида, засведена је полукалотом, док припрату од наоса одвајају стубови међусобно спојени луковима. Куполу носе четири слободна ступца, споља је украшена лименом капом у барокно-класицистичком духу. Фасаде цркве су зидане опеком и каменом, украшене су кордонским венцем и двоструким фризом неједнаких слепих аркада. Уз западно прочеље дозидан је средином 18. века камени троспратни звоник са тремом и барокном капом.
Првобитни иконостас, рађен у дуборезу, из 1753. године као и живопис у полукалоти апсиде и своду наоса (1754) осликали су Јов Василијевич и Василије Остојић. Олтарска преграда, резбарски рад Марка Вујатовића 1797. године, декорисана је у барокном маниру. Иконостас с краја 18. века, остварио је 1802. године Стефан Гавриловић. Каменичка црква поседује и икону арханђела Михаила, рад Стеве Тодоровића из 1856. године, која поред ликовних има и историјске вредности. Горњи ред иконостаса који представља призоре из Христовог живота је дело знаменитог сликара Теодора Крацуна који је неко време боравио у Сремској Каменици.
Конзерваторско-рестаураторски радови вршени су на троновима и певницама у два маха, 1968–1969. и 1994. године а санациони радови на архитектури изведени су 1996. године.
У цркви се од 2002. године налази и део моштију Свете Петке.